# Dasyatis bennettii
Dasyatis bennettii är en rockeart som först beskrevs av Müller och Henle 1841.  Dasyatis bennettii ingår i släktet Dasyatis och familjen spjutrockor. IUCN kategoriserar arten globalt som otillräckligt studerad. Inga underarter finns listade i Catalogue of Life.